# Escape from Babylon
Escape from Babylon är ett studioalbum av den italienska reggaeartisten Alborosie. Albumet är artistens tredje soloalbum och gavs ut den 16 juni 2009 av skivbolaget Greensleeves Records.
Låten Operation Uppsala handlar om polisen i Uppsala läns hantering av Uppsala reggaefestival, där Alborosie uppträtt flera gånger.

## Spårlista
1. America - 3.53
2. No cocaine - 4.12
3. Mama she don't like you (med I Eye) - 4.06
4. Global war - 3.51
5. Money - 4.11
6. I rusalem - 4.05
7. I can't stand it (med Dennis Brown) - 4.34
8. Real story - 3.22
9. Good woman - 4.19
10. Dung a babylon - 4.11
11. One sound (med Gramps Morgan) - 4.00
12. Humbleness - 4.07
13. Promise land - 3.57
14. Mr President - 4.19
15. Operation Uppsala - 4.01
16. Likkle Africa - 4.44